# Waldemar Kasprzak
Waldemar Kasprzak (* 6. Januar 1964) ist ein polnischer Volleyballspieler.

## Karriere
Waldemar Kasprzak spielte von 1981 bis 1989 Volleyball in seiner polnischen Heimat bei Stal Szczecin. In dieser Zeit wurde er zweimal Polnischer Meister und dreimal Vizemeister. 1987/88 wurde er zum besten polnischen Spieler der Saison gewählt. 1989 wechselte der Annahme- und Abwehrspezialist in die deutsche Bundesliga zu Bayer Leverkusen und wurde hier gleich in seiner ersten Saison Deutscher Meister. Später spielte Waldemar Kasprzak bei Bayer Wuppertal, dem Moerser SC (DVV-Pokalsieg 1993), dem SCC Berlin (DVV-Pokalsieg 1996) und beim VC Eintracht Mendig. In dieser Zeit war er zehn Jahre lang fast ununterbrochen in den Ranglisten des deutschen Volleyballs vertreten. Von 2004 bis 2018 (mit zweijähriger Unterbrechung 2013–2015) war Waldemar Kasprzak Spielertrainer beim schwäbischen Verein TSV Bad Saulgau, mit dem er zuletzt in der Oberliga spielte.
Waldemar Kasprzak spielte zwischen 1984 und 1990 201-mal in der polnischen Nationalmannschaft.